# Altros
Altros är en hexos, en monosackarid med sex kolatomer i en kedja. Den har molekylformeln C6H12O6 och molmassan 180,156 g/mol. Den är löslig i vatten och praktiskt taget olöslig i metanol. D-altros är inte känd i naturen, men L-altros produceras av bakterien Butyrivibrio fibrisolvens.

Skillnaden mellan D- och L-altros

Altros är en C-3-epimer av mannos. Ringkonformationen av α-altropyranosid är flexibel jämfört med de flesta andra aldohexopyranosider, med idos som undantag. I lösning har olika derivat av altros visat sig anta både 4C1-, OS2- och 1C4-konformationer.

Haworthprojection av olika former av D-altrose

D-(+)-Altros används som substrat för att identifiera, differentiera och karakterisera aldosisomeraser som L-fukosisomeras från Caldicellulosiruptor saccharolyticus och d-Arabinoseisomeras (d-AI) från Bacillus pallidus (B. pallidus) och Klebsiella pneumoniae.